# Palais des sports de Valenciennes
Pour les articles homonymes, voir Palais des sports.
Le Palais des sports de Valenciennes est situé avenue des sports dans le quartier Nungesser, à proximité du Stade Nungesser.
Le Palais accueille tout évènement sportif mais aussi événementiel.

## Dessertes
- Ce site est desservi par la ligne 1 du tramway de Valenciennes (station Nungesser).
- Ce site est desservi par les lignes de bus 62, 63, 65.